# Agrostis curtissi
Agrostis curtissi é uma espécie de gramínea do gênero Agrostis, pertencente à família Poaceae.